# 珏山
珏山，又名“角”山，位于山西省晋城市泽州县境内的丹河南岸。
距晋城市市区13千米，古有“晋魏河山第一奇”之美称，珏山吐月为晋城四大名胜之一。